# Malajsijské královské námořnictvo

Vlajka 1963-1968

Vlajka 1957-1963

Malajsijské královské námořnictvo (malajsky Tentera Laut DiRaja Malaysia) je námořní složkou ozbrojených sil Malajsie. Úkolem námořnictva je pobřežní obrana, ochrana obchodních tras a výhradní ekonomické zóny. Hlavní síly námořnictva představují 4 fregaty, 4 korvety, 8 raketových člunů, 6 oceánských hlídkových lodí a 2 ponorky.

## Historie

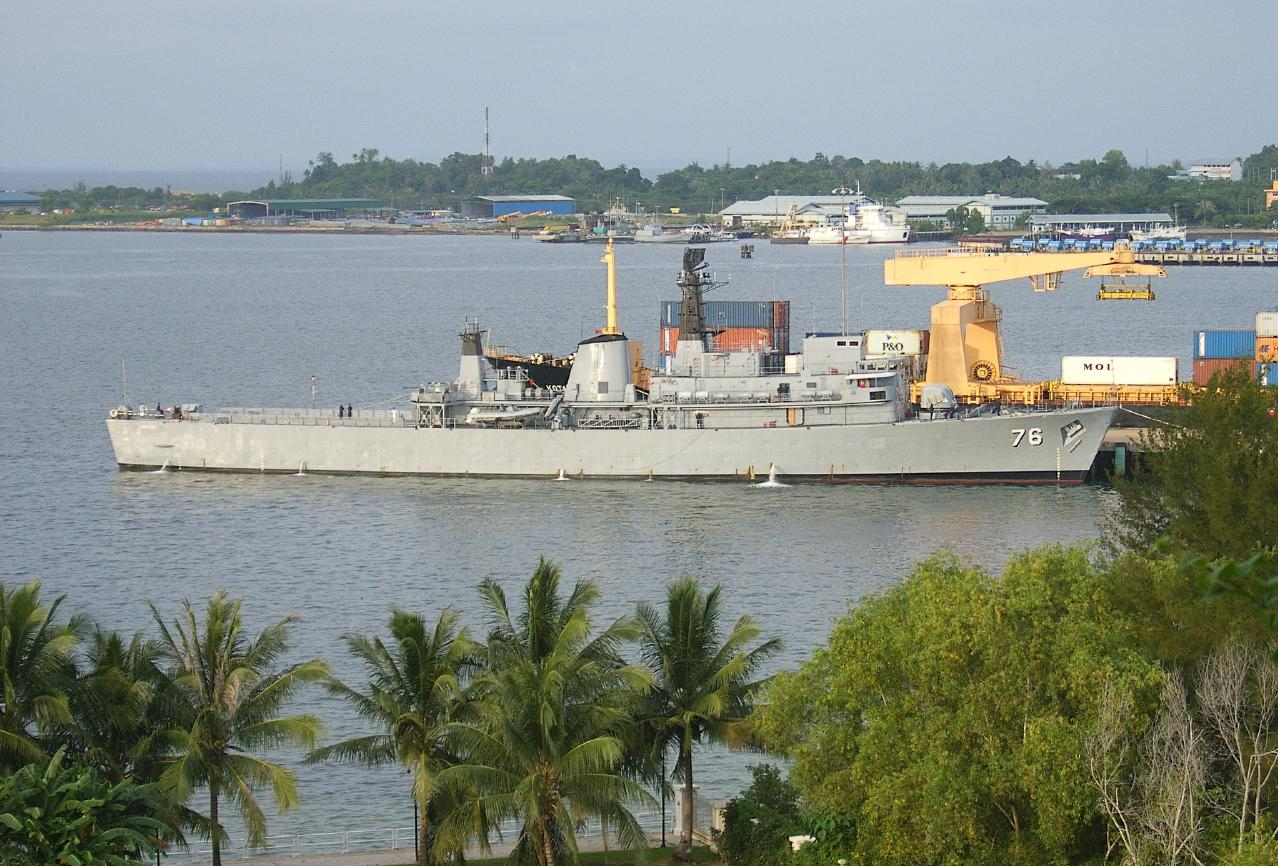
Fregata Hang Tvah (F76)

Malajsie se nachází ve strategické oblasti Malackého průlivu a Jihočínského moře, důležitých pro námořní obchod, který je ale ohrožován pirátstvím. Cenným zdrojem jejího bohatství je rovněž rybolov a ropa. Nejasnosti v hranicích a právech na využití přírodních zdrojů přitom vyvolávaly a vyvolávají spory s okolními státy. Pro zemi je proto důležité silné námořnictvo.
Předchůdcem malajsijského námořnictva byla Straits States Royal Naval Volunteer Reserve založená v roce 1933, tedy ještě v době, kdy byla Malajsie britskou kolonií. Příslušníci organizace bojovali v druhé světové válce. Po válce došlo k bojům za nezávislost země a její zahraniční orientaci. V roce 1950 země získala své první válečné lodě – konkrétně z Británie minonosku Laburnum, vlastně ukořistěnou japonskou loď Wataka a několik hlídkových člunů. Roku 1957 země dosáhla nezávislosti a o šest let později vznikla připojením ostrovních států Sarawak a Sabah na Borneu Malajská federace. Tím potřeba vybudování akceschopného námořnictva ještě zesílila.
Největšími loděmi malajsijského námořnictva jsou dodnes fregaty. Jako svou první přitom roku 1964 získalo britskou HMS Loch Insh (K433) třídy Loch, přejmenovanou na  Hang Tvah (vyřazena 1977). V roce 1971 pak země zakoupila fregatu Rahmat (vyřazena 2004), kterou v roce 1977 doplnila fregata Hang Tvah (F76)|Hang Tvah (zachována jako muzeum). V 90. letech německá loděnice HDW postavila dvojici fregat třídy Kasturi typu FS 1500, které námořnictvo provozuje dodnes společně s nejmodernější akvizicí v této kategorii – dvojicí fregat třídy Lekiu.
Fregaty v akci doplňují raketové čluny a hlídkové lodě. V roce 1973 země získala čtyři raketové čluny francouzského typu La Combattante II, zařazené do služby jako třída Perdana. Na konci 80. let byly dále zakoupeny čtyři raketové čluny švédské třídy Spica, provozované jako třída Handalan.
V posledních dvou dekádách námořnictvo získalo řadu nových plavidel, obnovu však zpomaluje nedostatek finančních prostředků. Mimo zmíněné fregaty třídy Lekiu z Velké Británie země zakoupila rovněž čtyři italské korvety třídy Laksamana, stavěné původně pro Írán, šest oceánských hlídkových lodí třídy Kedah a čtyři minolovky italského typu Lerici. Výrazným kvalitativním posunem v možnostech námořnictva je zavedení dvojice moderních konvenčních ponorek francouzské třídy Scorpène v roce 2009. Malajsie rovněž začala se stavbou moderních hlídkových lodí ve vlastních loděnicích.

## Složení

### Ponorky

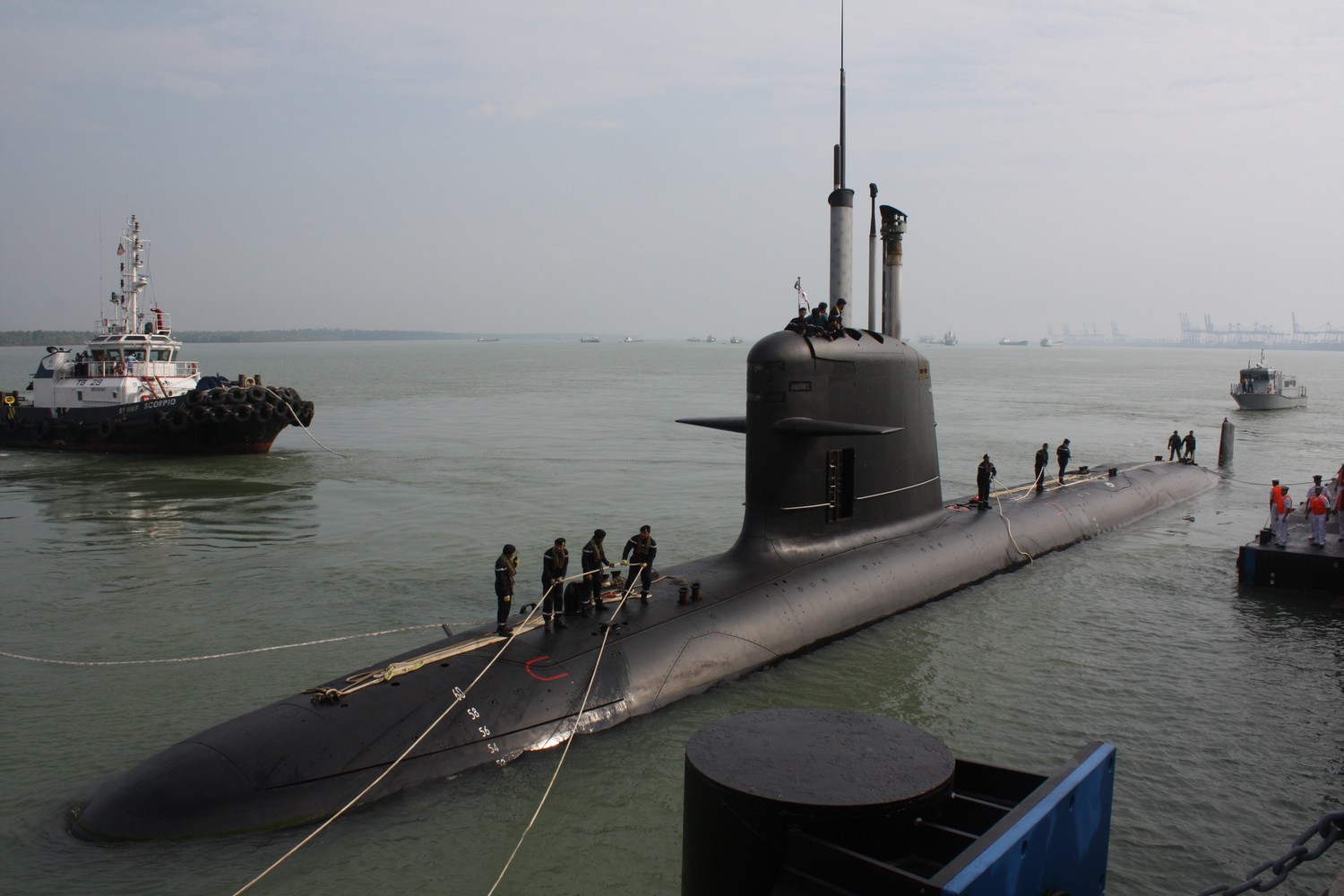
Ponorka Tunku Abdul Rahman

- Třída Scorpène
  - Tunku Abdul Rahman
  - Tun Abdul Razak

### Fregaty

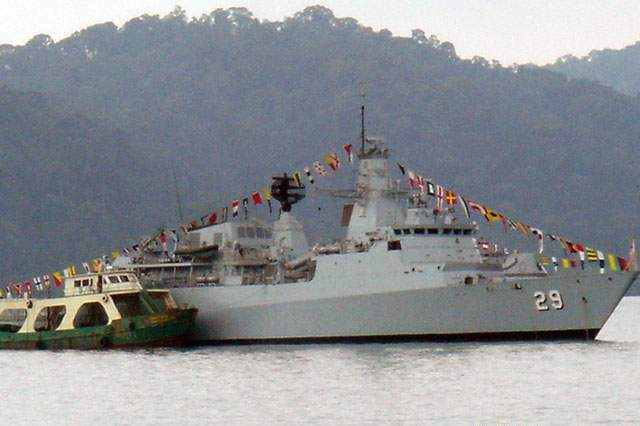
Fregata Lekiu (F30)

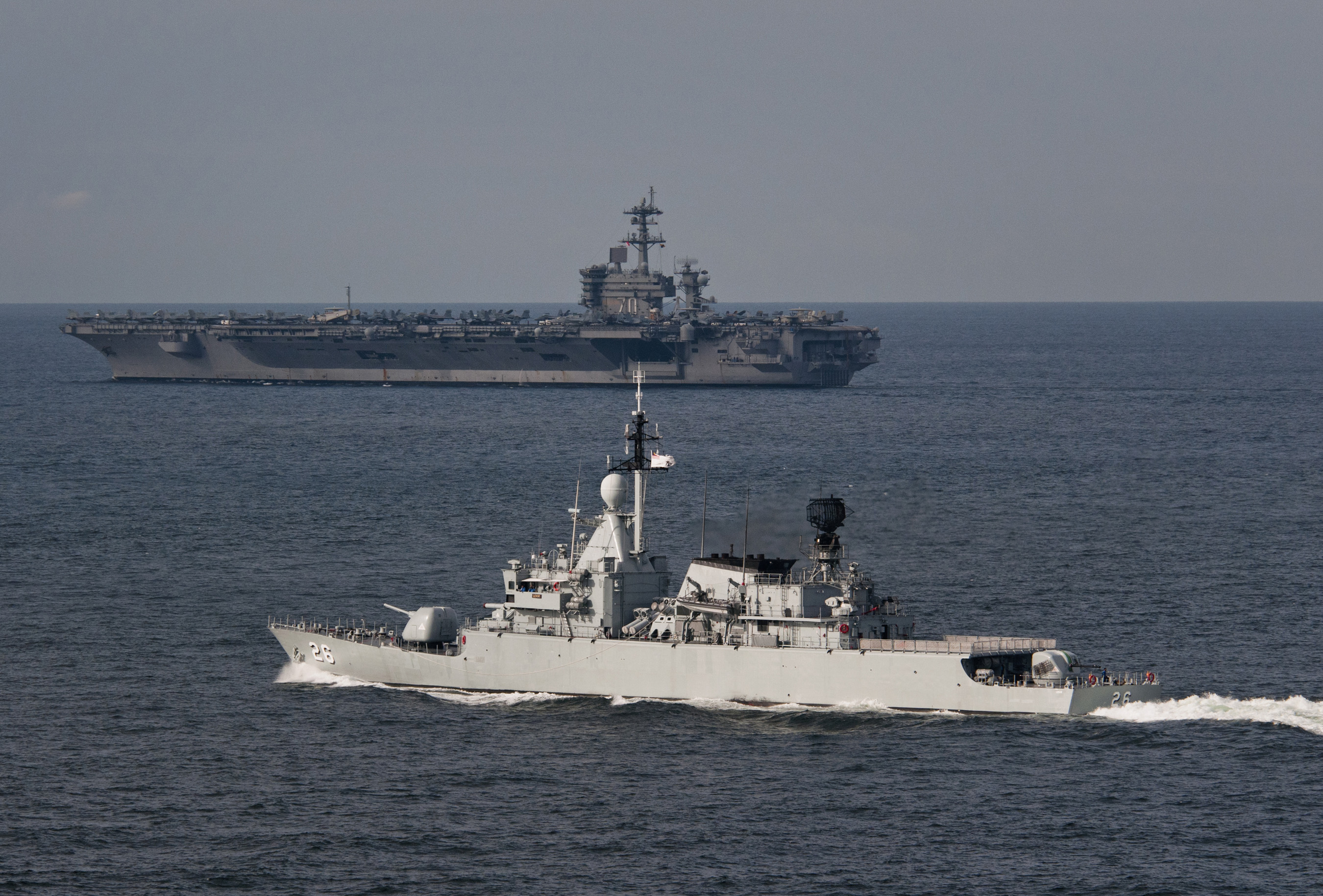
Fregata Lekir (F26)

- Třída Lekiu
  - Lekiu (F30)
  - Jebat (F29)

- Třída Kasturi
  - Kasturi (F25)
  - Lekir (F26)

### Korvety

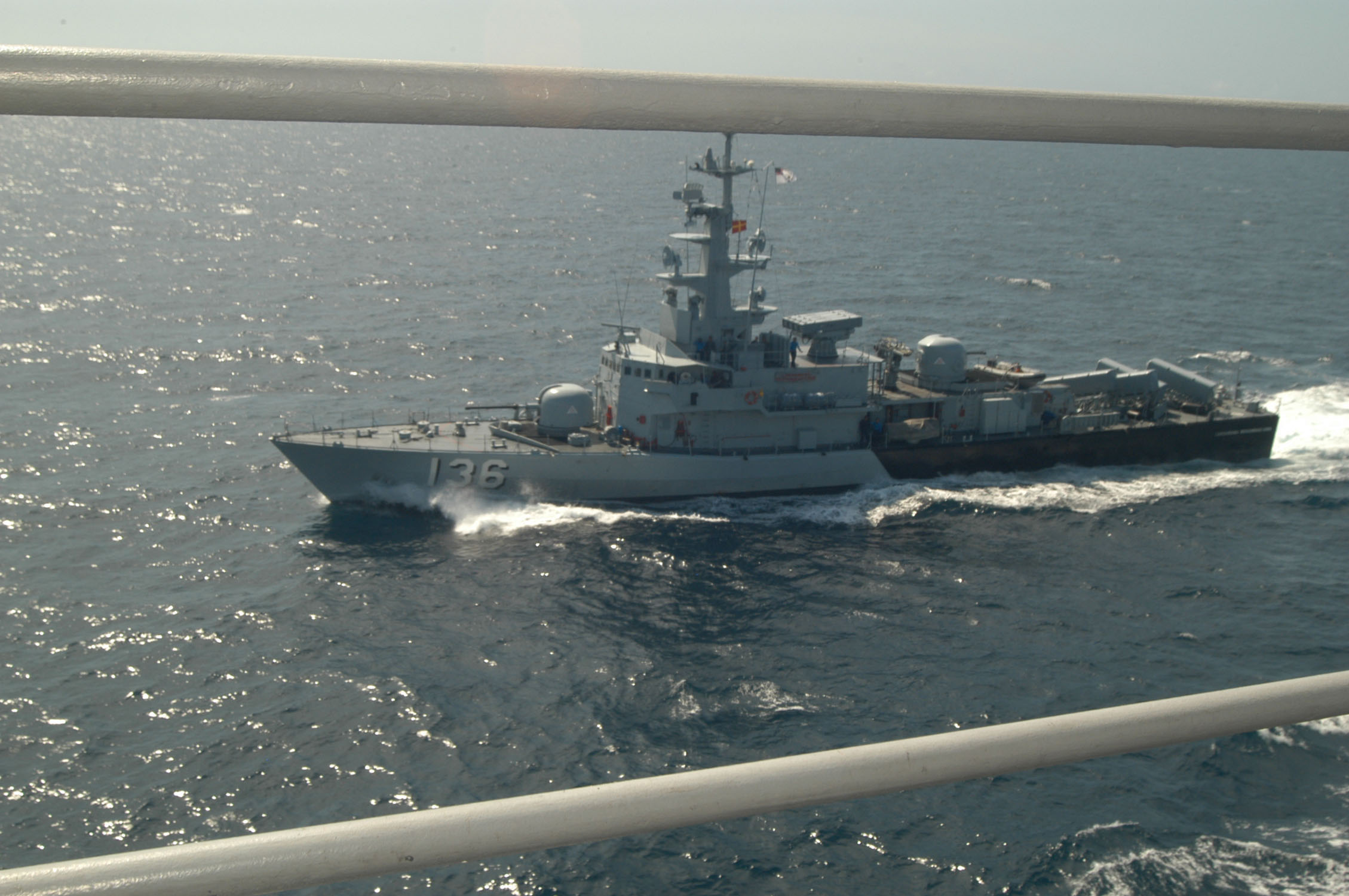
Korveta Laksamana Muhammad Amin (F134)

- Třída Laksamana
  - Laksamana Hang Nadim (F134)
  - Laksamana Muhammad Amin (F136)

### Raketové čluny
- Třída Perdana (4 ks)
- Třída Handalan (3 ks)

### Hlídkové lodě
- Třída Kedah (6 ks)

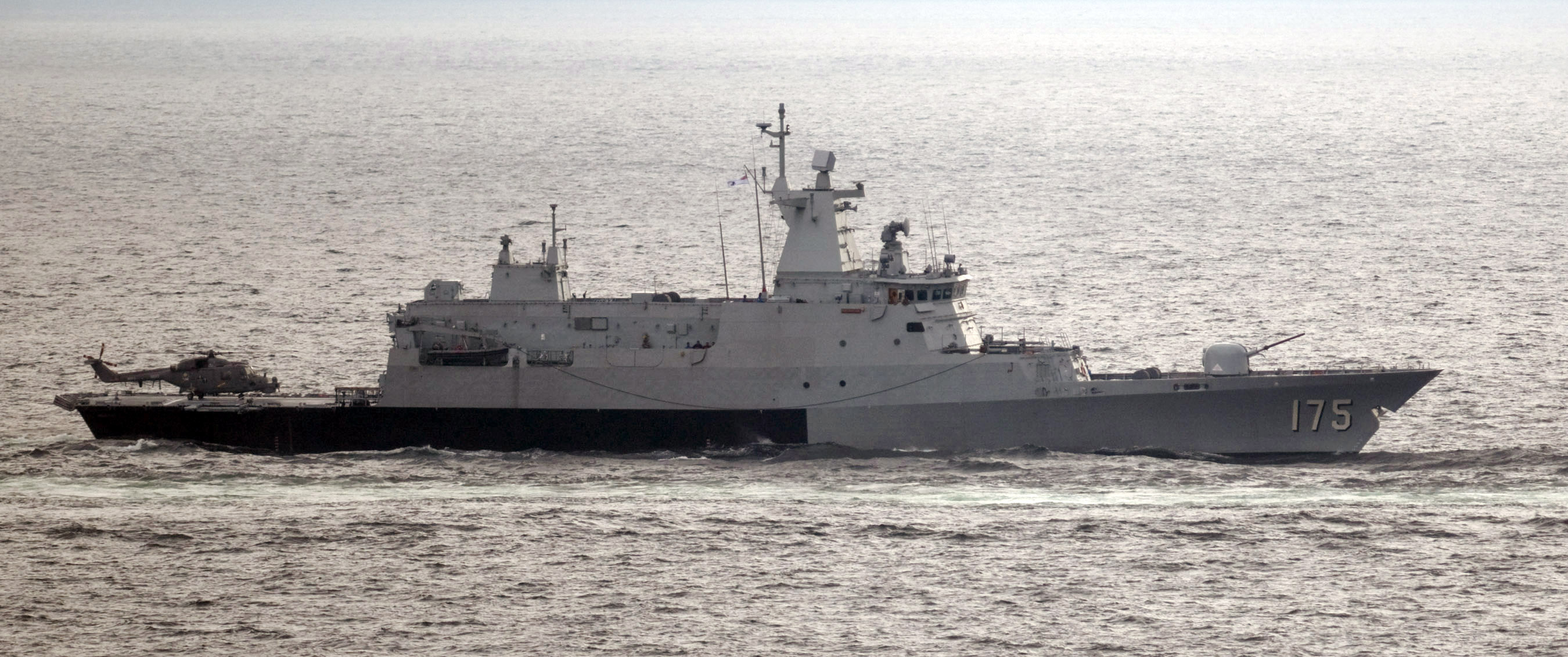
Hlídková loď Kelantan (F175)

- Třída Keris (4 ks) – Littoral Mission Ship
- Třída Jerong (6 ks) – dělové čluny

### Minolovky
- Třída Mahamiru (4 ks)

### Pomocné lodě
- Třída Sri Indera Sakti (2 ks) – podpůrné lodě
- Bunga Mas Lima (BM5)
- Třída Gagah Samudera (2 ks)

## Plánované akvizice
- Second Generation Patrol Vessel (5 ks) – fregaty
- Třída Ada (3 ks) – Littoral Mission Ship Batch 2